# Frank Chikane

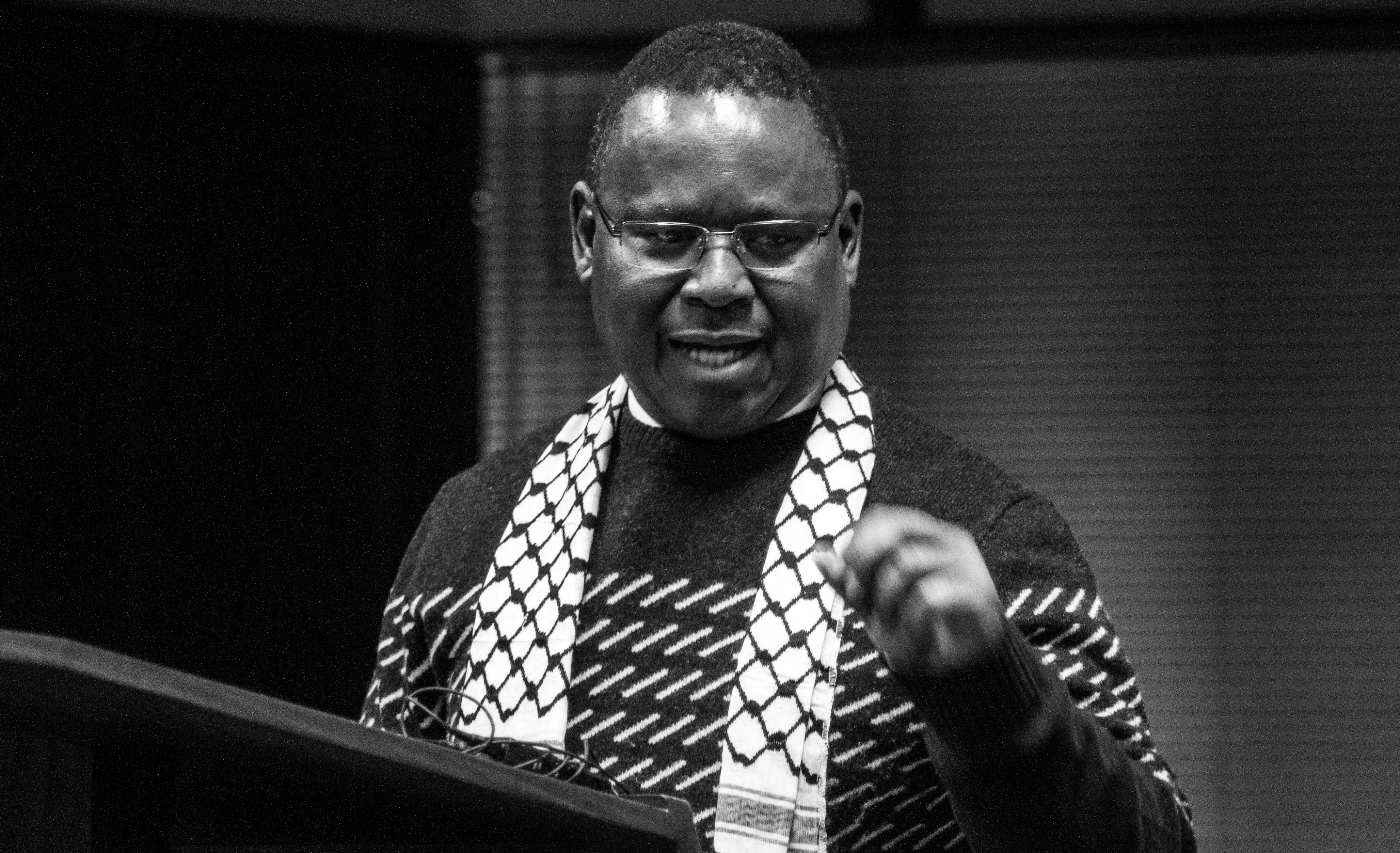
Frank Chikane in 2014

Frank Chikane (3 januari 1951) is een Zuid-Afrikaans theoloog en anti-apartheidsactivist. Chikane is lid van het Afrikaans Nationaal Congres.
De vader van Chikane werkte in Johannesburg, terwijl de moeder van Chikane in Bushbuckridge woonde. Chikane werd in Bushbuckridge geboren, maar in zijn papieren staat Johannesburg aangegeven.
Chikane groeide op Soweto. Zijn vader was prediker in de Apostolic Faith Mission (AFM), een Pinkstergemeente, en Chikane kon in tegenstelling tot zijn omgeving een opleiding volgen. Hij ging naar de University of the North en raakte daar betrokken bij de zwarte bewustzijnsbeweging en kwam er in contact met Cyril Ramaphosa.
Chikane leidde protesten aan de universiteit tegen de apartheid en moest in 1975 de universiteit verlaten. In 1977 werkte hij voor de AFM. Hij werd toen voor het eerst aangehouden en zeer zwaar mishandeld. In 1980 werd hij gewijd door de AFM. Zijn activiteiten brachten hem echter in conflict met de conservatieve AFM in 1981; zijn schorsing zou tot 1990 duren.
Na zijn schorsing kwam Chikane bij het Institute for Contextual Theology, een denktank van de Zuid-Afrikaanse Raad van Kerken. In 1987 volgde Chikane ds. Beyers Naudé op als secretaris-generaal van de Zuid-Afrikaanse Raad van Kerken. Hij vervulde deze functie tot 1994. In 1989 probeerde de Zuid-Afrikaanse overheid Chikane te vergiftigen door zijn ondergoed te bewerken met zenuwgif. Chikane, die in de Verenigde Staten verbleef, overleefde dankzij een tijdige medische behandeling. In 2007 werden verantwoordelijk minister Adriaan Vlok en politiechef Johan van der Merwe tot 10 jaar voorwaardelijk veroordeeld. Als boetedoening deed Vlok, net als Chikane een gelovig christen, een voetwassing bij Chikane.
Bij de eerste democratische verkiezingen in Zuid-Afrika was hij lid van de onafhankelijke kiescommissie die de verkiezingen organiseerde. Bij deze verkiezingen was hij zelf geen kandidaat, hoewel het ANC hem graag als kandidaat had gehad. In 1995 haalde Chikane zijn master of public administration aan de Harvard Kennedy School. Sinds 1997 is Chikane lid van het National Executive Committee van het ANC en sinds 1999 kabinetschef van de Zuid-Afrikaanse president.
In 1989 ontving Chikane een eredoctoraat van de Rijksuniversiteit Groningen.